# Ciclismo en los Juegos Olímpicos de París 2024
El ciclismo en los Juegos Olímpicos de París 2024 se realizó en cinco instalaciones ubicadas en París, Saint-Quentin-en-Yvelines y Élancourt del 27 de julio al 11 de agosto de 2024.
En total fueron disputadas en este deporte 22 pruebas diferentes, 11 masculinas y 11 femeninas, repartidas en las 4 especialidades del ciclismo: 4 pruebas en ruta, 12 en pista, 2 en montaña y 4 en BMX. El programa de competiciones se modificó en relación con la edición anterior, cuatro pruebas fueron añadidas, en pista las carreras de madison masculina y femenina, y en BMX las pruebas de estilo libre para ambos géneros.

## Sedes
- Ciclismo en ruta – Circuito con salida en la Explanade des Invalides y llegada en el puente Alejandro III (contrarreloj) y con salida y llegada en el Trocadero (ruta).
- Ciclismo en pista – Velódromo Nacional (ubicado en Saint-Quentin-en-Yvelines).
- Ciclismo de montaña – Colline d'Élancourt (en Élancourt).
- Ciclismo BMX carrera – Estadio de BMX de Saint-Quentin-en-Yvelines (en Saint-Quentin-en-Yvelines).
- Ciclismo BMX estilo libre – Plaza de la Concordia (París).

## Clasificación
Participaron en total 514 ciclistas (257 hombres y 257 mujeres) de diferentes comités olímpicos nacionales pertenecientes a la Unión Ciclista Internacional, repartidos de la siguiente forma: 180 en ruta, 190 en pista, 72 en montaña, 48 en BMX carrera y 24 en BMX estilo libre.

## Calendario
| C | Clasificación | F | Finales |

| Fecha→ Prueba ↓        | 27 Sáb | 03 Sáb | 04 Dom |
| ---------------------- | ------ | ------ | ------ |
| Ruta masculina         |        | F      |        |
| Contrarreloj masculina | F      |        |        |
| Ruta femenina          |        |        | F      |
| Contrarreloj femenina  | F      |        |        |

| Fecha→ Prueba ↓ | 28 Dom | 29 Lun |
| --------------- | ------ | ------ |
| Masculino       |        | F      |
| Femenino        | F      |        |

| Fecha→ Prueba ↓        | 30 Mar | 31 Mié | 01 Jue | 02 Vie |
| ---------------------- | ------ | ------ | ------ | ------ |
| Carrera masculina      |        |        | C      | F      |
| Estilo libre masculino | C      | F      |        |        |
| Carrera femenina       |        |        | C      | F      |
| Estilo libre femenino  | C      | F      |        |        |

| Fecha→ Prueba ↓        | 05 Lun | 06 Mar | 07 Mié | 08 Jue | 09 Vie | 10 Sáb | 11 Dom |
| ---------------------- | ------ | ------ | ------ | ------ | ------ | ------ | ------ |
| Velocidad individual   |        |        | C      | C      | F      |        |        |
| Velocidad por equipo   | C      | F      |        |        |        |        |        |
| Persecución por equipo | C      | C      | F      |        |        |        |        |
| Keirin                 |        |        |        |        |        | C      | F      |
| Madison                |        |        |        |        |        | F      |        |
| Ómnium                 |        |        |        | F      |        |        |        |

| Fecha→ Prueba ↓        | 05 Lun | 06 Mar | 07 Mié | 08 Jue | 09 Vie | 10 Sáb | 11 Dom |
| ---------------------- | ------ | ------ | ------ | ------ | ------ | ------ | ------ |
| Velocidad individual   |        |        |        |        | C      | C      | F      |
| Velocidad por equipo   | F      |        |        |        |        |        |        |
| Persecución por equipo |        | C      | F      |        |        |        | F      |
| Keirin                 |        |        | C      | F      |        |        |        |
| Madison                |        |        |        |        | F      |        |        |
| Ómnium                 | C      |        |        |        |        |        | F      |

## Medallistas

### Ciclismo en ruta

#### Masculino
| Evento                     | Oro                                  | Plata                                | Bronce                                 |
| -------------------------- | ------------------------------------ | ------------------------------------ | -------------------------------------- |
| Ruta (3 de agosto)         | Remco Evenepoel · Bélgica · 6:19:34  | Valentín Madouas · Francia · 6:20:45 | Christophe Laporte · Francia · 6:20:50 |
| Contrarreloj (27 de julio) | Remco Evenepoel · Bélgica · 36:12,16 | Filippo Ganna · Italia · 36:27,08    | Wout van Aert · Bélgica · 36:37,79     |

#### Femenino
| Evento                     | Oro                                         | Plata                                   | Bronce                                   |
| -------------------------- | ------------------------------------------- | --------------------------------------- | ---------------------------------------- |
| Ruta (4 de agosto)         | Kristen Faulkner · Estados Unidos · 3:59:23 | Marianne Vos · Países Bajos · 4:00:21   | Lotte Kopecky · Bélgica · 4:00:21        |
| Contrarreloj (27 de julio) | Grace Brown · Australia · 39:38,24          | Anna Henderson · Reino Unido · 41:09,83 | Chloé Dygert · Estados Unidos · 41:10,70 |

### Ciclismo en pista

#### Masculino
| Evento                                | Oro                                                                                     | Plata                                                                                                 | Bronce                                                                                 |
| ------------------------------------- | --------------------------------------------------------------------------------------- | --- | -------------------------------------------------------------------------------------- |
| Velocidad individual (9 de agosto)    | Harrie Lavreysen · Países Bajos                                                         | Matthew Richardson · Australia                                                                        | Jack Carlin · Reino Unido                                                              |
| Velocidad por equipos (6 de agosto)   | Roy van den Berg · Harrie Lavreysen · Jeffrey Hoogland · Países Bajos · 40,949 RM       | Ed Lowe · Hamish Turnbull · Jack Carlin · Reino Unido · 41,814                                        | Leigh Hoffman · Matthew Richardson · Matthew Glaetzer · Australia · 41,597             |
| Persecución por equipos (7 de agosto) | Oliver Bleddyn · Samuel Welsford · Conor Leahy · Kelland O'Brien · Australia · 3:42,067 | Ethan Hayter · Daniel Bigham · Charlie Tanfield · Ethan Vernon · Oliver Wood · Reino Unido · 3:44,394 | Simone Consonni · Filippo Ganna · Francesco Lamon · Jonathan Milán · Italia · 3:44,197 |
| Keirin (11 de agosto)                 | Harrie Lavreysen · Países Bajos                                                         | Matthew Richardson · Australia                                                                        | Matthew Glaetzer · Australia                                                           |
| Madison (10 de agosto)                | Iúri Leitão · Rui Oliveira · Portugal · 55 pts.                                         | Elia Viviani · Simone Consonni · Italia · 47 pts.                                                     | Niklas Larsen · Michael Mørkøv · Dinamarca · 41 pts.                                   |
| Ómnium (8 de agosto)                  | Benjamin Thomas · Francia · 164                                                         | Iúri Leitão · Portugal · 153                                                                          | Fabio Van den Bossche · Bélgica · 131                                                  |

#### Femenino
| Evento                                | Oro                                                                                            | Plata                                                                                      | Bronce                                                                                |
| ------------------------------------- | ---------------------------------------------------------------------------------------------- | ------------------------------------------------------------------------------------------ | ------------------------------------------------------------------------------------- |
| Velocidad individual (11 de agosto)   | Ellesse Andrews · Nueva Zelanda                                                                | Lea Friedrich · Alemania                                                                   | Emma Finucane · Reino Unido                                                           |
| Velocidad por equipos (5 de agosto)   | Katy Marchant · Sophie Capewell · Emma Finucane · Reino Unido · 45,186 RM                      | Rebecca Petch · Shaane Fulton · Ellesse Andrews · Nueva Zelanda · 45,657                   | Pauline Grabosch · Emma Hinze · Lea Friedrich · Alemania · 45,400                     |
| Persecución por equipos (7 de agosto) | Jennifer Valente · Lily Williams · Chloé Dygert · Kristen Faulkner · Estados Unidos · 4:04,306 | Ally Wollaston · Bryony Botha · Emily Shearman · Nicole Shields · Nueva Zelanda · 4:04,927 | Elinor Barker · Josie Knight · Anna Morris · Jessica Roberts · Reino Unido · 4:06,382 |
| Keirin (8 de agosto)                  | Ellesse Andrews · Nueva Zelanda                                                                | Hetty van de Wouw · Países Bajos                                                           | Emma Finucane · Reino Unido                                                           |
| Madison (9 de agosto)                 | Chiara Consonni · Vittoria Guazzini · Italia · 37 pts.                                         | Elinor Barker · Neah Evans · Reino Unido · 31 pts.                                         | Maike van der Duin · Lisa van Belle · Países Bajos · 28 pts.                          |
| Ómnium (11 de agosto)                 | Jennifer Valente · Estados Unidos · 144                                                        | Daria Pikulik · Polonia · 131                                                              | Ally Wollaston · Nueva Zelanda · 125                                                  |

### Ciclismo de montaña
| Evento                                 | Oro                                        | Plata                                   | Bronce                              |
| -------------------------------------- | ------------------------------------------ | --------------------------------------- | ----------------------------------- |
| Campo a través masculino (29 de julio) | Thomas Pidcock · Reino Unido · 1:26:22     | Víctor Koretzky · Francia · 1:26:31     | Alan Hatherly · Sudáfrica · 1:26:33 |
| Campo a través femenino (28 de julio)  | Pauline Ferrand-Prévot · Francia · 1:26:02 | Haley Batten · Estados Unidos · 1:28:59 | Jenny Rissveds · Suecia · 1:29:04   |

### Ciclismo BMX

#### Masculino
| Evento                     | Oro                                      | Plata                                    | Bronce                                  |
| -------------------------- | ---------------------------------------- | ---------------------------------------- | --------------------------------------- |
| Carrera (2 de agosto)      | Joris Daudet · Francia · 31,422          | Sylvain André · Francia · 31,706         | Romain Mahieu · Francia · 32,022        |
| Estilo libre (31 de julio) | José Torres Gil · Argentina · 94,82 pts. | Kieran Reilly · Reino Unido · 93,91 pts. | Anthony Jeanjean · Francia · 93,76 pts. |

#### Femenino
| Evento                     | Oro                                               | Plata                                        | Bronce                                 |
| -------------------------- | ------------------------------------------------- | -------------------------------------------- | -------------------------------------- |
| Carrera (2 de agosto)      | Saya Sakakibara · Australia · 34,231              | Manon Veenstra · Países Bajos · 34,954       | Zoé Claessens · Suiza · 35,060         |
| Estilo libre (31 de julio) | Deng Yawen · República Popular China · 92,60 pts. | Perris Benegas · Estados Unidos · 90,70 pts. | Natalya Diehm · Australia · 88,80 pts. |

## Medallero
| Núm. | País                    | Oro | Plata | Bronce | Total |
| ---- | ----------------------- | --- | ----- | ------ | ----- |
| 1    | Francia                 | 3   | 3     | 3      | 9     |
| 2    | Países Bajos            | 3   | 3     | 1      | 7     |
| 3    | Australia               | 3   | 2     | 3      | 8     |
| 4    | Estados Unidos          | 3   | 2     | 1      | 6     |
| 5    | Reino Unido             | 2   | 5     | 4      | 11    |
| 6    | Nueva Zelanda           | 2   | 2     | 1      | 5     |
| 7    | Bélgica                 | 2   | 0     | 3      | 5     |
| 8    | Italia                  | 1   | 2     | 1      | 4     |
| 9    | Portugal                | 1   | 1     | 0      | 2     |
| 10   | Argentina               | 1   | 0     | 0      | 1     |
| 10   | República Popular China | 1   | 0     | 0      | 1     |
| 12   | Alemania                | 0   | 1     | 1      | 2     |
| 13   | Polonia                 | 0   | 1     | 0      | 1     |
| 14   | Dinamarca               | 0   | 0     | 1      | 1     |
| 14   | Sudáfrica               | 0   | 0     | 1      | 1     |
| 14   | Suecia                  | 0   | 0     | 1      | 1     |
| 14   | Suiza                   | 0   | 0     | 1      | 1     |
|      | TOTAL                   | 22  | 22    | 22     | 66    |